# Lumbardenik
Lumbardenik is een plaats in de gemeente Slunj in de Kroatische provincie Karlovac. De plaats telt 145 inwoners (2001).